# Wehrfriedhof

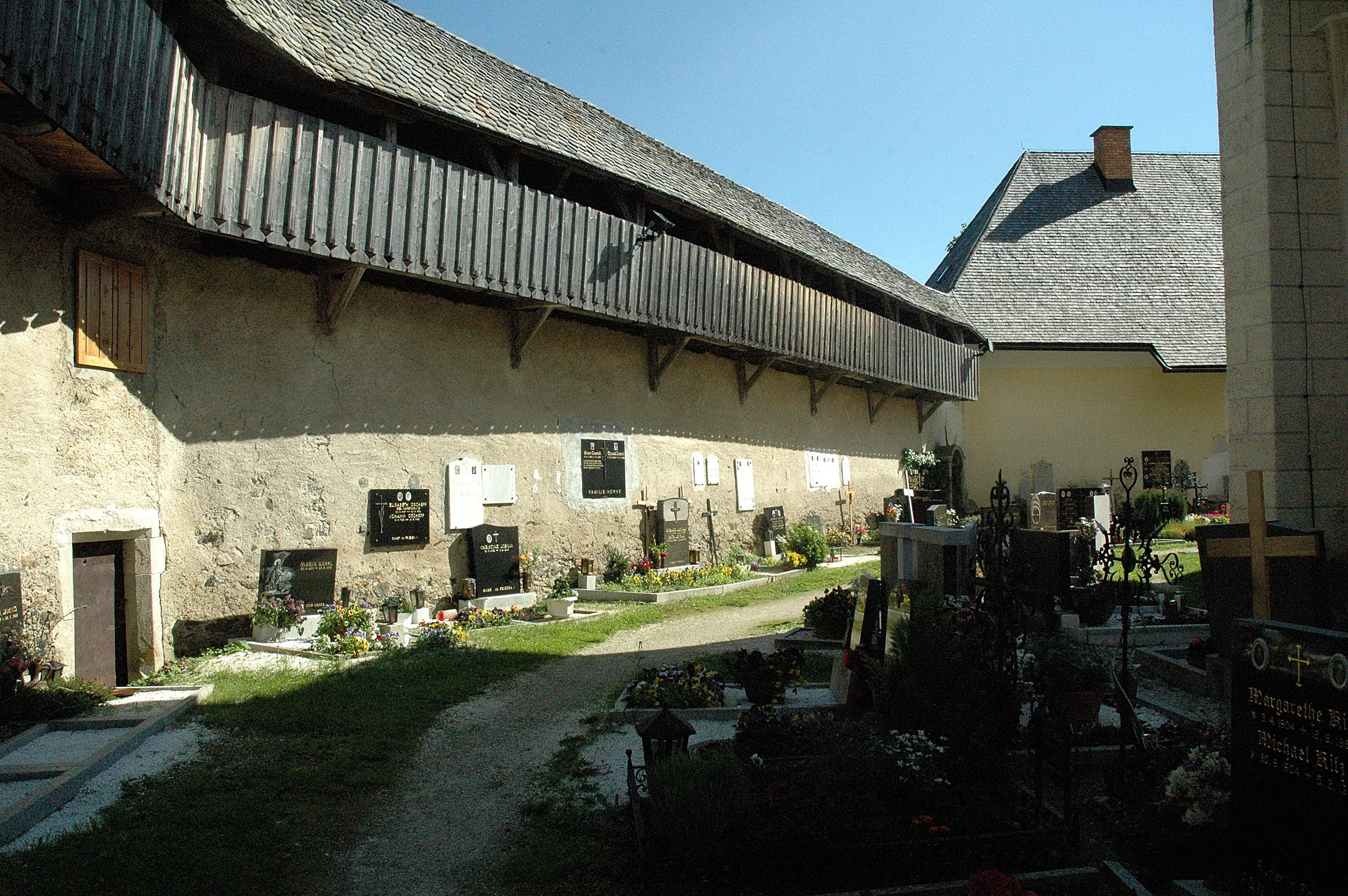
Wehrmauer des Friedhofs in Diex.

Ein Wehrfriedhof ist ein festungsartig ausgebauter Friedhof, der von der ansässigen Bevölkerung im Notfall als Zufluchtsort (ähnlich einer Fluchtburg oder Wehrkirche/Kirchenburg) genutzt wurde.
Friedhöfe verfügten im Mittelalter über mehrere vorteilhafte Eigenschaften, die zum Schutz der Anwohner dienten. Sie waren von einer Friedhofsmauer umgeben, die zudem meist nur ein Tor hatte, und boten ausreichend Platz. Dörfer, in deren Umgebung keine Burg oder Festung lag, erweiterten deshalb den Friedhof um Ecktürme, verstärkten die Mauern und legten auf der Innenseite Gebäude an, in denen sogar Bäckereien und Brauereien untergebracht waren, sodass man im Kriegsfall auf dem Friedhof ausharren konnte.

## Bekannte Wehrfriedhöfe

### Deutschland
- Dörrenbach
- Eiterfeld
- Gundersheim
- Ob die starke Friedhofsmauer der Marienkirche in Grundhof zu Wehrzwecken errichtet wurde, ist umstritten.
- Hünfeld
- Lütter
- Maberzell
- Rasdorf
- Wehrfriedhof in Soisdorf
- Wulsdorf

### Österreich
- Diex
- Obervellach